# Маршалл (округ, Міссісіпі)
Шаблон:StateAbbr_ 34°46′ пн. ш. 89°31′ зх. д. / 34.77° пн. ш. 89.51° зх. д.
Округ Маршалл (англ. Marshall County) — округ (графство) у штаті Міссісіпі, США. Ідентифікатор округу 28093.

## Історія
Округ утворений 1836 року.

## Демографія
За даними перепису
2000 року
загальне населення округу становило 34993 осіб, зокрема міського населення було 6708, а сільського — 28285.
Серед мешканців округу чоловіків було 17317, а жінок — 17676. В окрузі було 12163 домогосподарства, 9115 родин, які мешкали в 13252 будинках.
Середній розмір родини становив 3,19.
Віковий розподіл населення поданий у таблиці:
| Стать    | До 15 років | 15-21 | 22-29 | 30-39 | 40-49 | 50-65 | 65-85 | Понад 85 |
| -------- | ----------- | ----- | ----- | ----- | ----- | ----- | ----- | -------- |
| Чоловіки | 3870        | 2092  | 2079  | 2562  | 2563  | 2559  | 1470  | 122      |
| Жінки    | 3834        | 2023  | 1812  | 2436  | 2535  | 2751  | 2008  | 277      |

## Суміжні округи
- Файєтт, Теннессі — північ
- Бентон — схід
- Юніон — південний схід
- Лафаєтт — південь
- Тейт — південний захід
- Десото — захід
- Шелбі, Теннессі — північний захід

## Виноски
1. ↑  U.S. Decennial Census. United States Census Bureau. Архів оригіналу за 19 липня 2018. Процитовано 6 листопада 2014.
2. ↑  Historical Census Browser. University of Virginia Library. Архів оригіналу за 11 серпня 2012. Процитовано 6 листопада 2014.
3. ↑  Population of Counties by Decennial Census: 1900 to 1990. United States Census Bureau. Архів оригіналу за 28 грудня 2014. Процитовано 6 листопада 2014.
4. ↑  Census 2000 PHC-T-4. Ranking Tables for Counties: 1990 and 2000 (PDF). United States Census Bureau. Архів оригіналу (PDF) за 18 грудня 2014. Процитовано 6 листопада 2014.
5. ↑  State & County QuickFacts. United States Census Bureau. Архів оригіналу за 7 червня 2011. Процитовано 4 вересня 2013.(англ.) Наведено за англійською вікіпедією.
6. ↑  American FactFinder. Бюро перепису населення США. Архів оригіналу за 26 лютого 2012. Процитовано 31 січня 2008.

| США | Це незавершена стаття з географії США. Ви можете допомогти проєкту, виправивши або дописавши її. |